# Солодовников, Василий Григорьевич
Васи́лий Григо́рьевич Солодо́вников (8 марта 1918, Черноречье, Самарская губерния — 30 сентября 2018, Москва) — советский и российский экономист, дипломат, африканист. Член-корреспондент РАН по Отделению глобальных проблем и международных отношений (1991; член-корреспондент АН СССР с 1 июля 1966 года), член Императорского православного палестинского общества.

## Биография
В 1946 году окончил Академию внешней торговли, в 1949 году — аспирантуру при ней. В 1951 году защитил кандидатскую диссертацию «Экспансия американских монополий на международном рынке хлопка». Работал старшим научным сотрудником, учёным секретарём Института экономики АН СССР. С 1956 года заведующий сектором, заместитель директора вновь созданного Института мировой экономики и международных отношений АН СССР.
В 1961—1964 годах работал заместителем постоянного представителя СССР при ООН в Нью-Йорке.
Один из организаторов Института Африки АН СССР, его директор с 1964 по 1976 год. По мнению К. А. Богданова, «сыграл главную роль» в разработке тезиса о возможности перехода докапиталистических обществ в социализм, минуя капитализм.
С 23 июня 1976 по 11 июля 1981 года — чрезвычайный и полномочный посол СССР в Республике Замбии. Один из ключевых деятелей советской внешней политики на африканском континенте. Последовательный борец с апартеидом (демонтаж которого в эти годы произошёл в соседней Южной Родезии—Зимбабве). В качестве посла Солодовников стал одним из героев ряда англоязычных литературных произведений, в частности, романа Фредерика Форсайта «Четвёртый протокол», чему сам посвятил ряд научных и публицистических работ.
По возвращении в 1981—1983 годах работал главным советником МИД СССР, затем главным научным сотрудником ИМЭМО СССР. Одновременно в 1983—1985 годах — председатель Российского палестинского общества.
В последние годы жизни принимал участие в работе Института Африки РАН в качестве ведущего научного сотрудника Центра глобальных и стратегических исследований. Имел статус советника РАН.
Похоронен В. Г. Солодовников в Москве на Донском кладбище (участок 4).

## Основные произведения
- Вывоз капитала. — М., 1957.
- Вывоз капитала и его особенности после второй мировой войны. — М., 1959.
- Буржуазные теории и проблемы экономического развития слаборазвитых стран. — М., 1961.
- Африка выбирает путь. Социально-экономические проблемы и перспективы. — М., 1970.
- Проблемы современной Африки. — М., 1973.
- СССР и Южная Африка: 1987—1991. — М., 2002.
- Дом Африки в Москве. Староконюшенный, 16. Взгляд на историю Африки из директорского кабинета, 1959—1976. — М., 2011.

## Награды
- Орден «За заслуги перед Отечеством» IV степени (20 октября 1999) — за заслуги перед государством, высокие достижения в производственной деятельности и большой вклад в укрепление дружбы и сотрудничества между народами[7]
- Орден Дружбы народов (1 августа 1988)
- Орден Компаньонов Оливера Тамбо в серебре (ЮАР, 2004)[8] «за выдающийся вклад в дело деколонизации Африки и борьбу с апартеидом, и достижения в исследованиях Африки»[9].
- Орден Баобаба в золоте (ЮАР, 2004)[10]